# Atriplex suberecta
Atriplex suberecta là loài thực vật có hoa thuộc họ Dền. Loài này được Verd. mô tả khoa học đầu tiên năm 1954.